# Miomantis paykullii
A Miomantis paykullii a rovarok (Insecta) osztályába és a fogólábúak (Mantodea) rendjébe, valamint a imádkozó sáskák (Mantidae) családjába tartozó faj.

## Előfordulása
Burkina Faso, Csád, Egyiptom, Elefántcsontpart, Ghána, Kamerun, Kenya, Mauritánia, Mozambik, Niger, Szenegál, Togo, Uganda és Zimbabwe területén honos.

## Megjelenése
Testhossza 3,5–4 centiméter.